# Магнитная плёнка-визуализатор

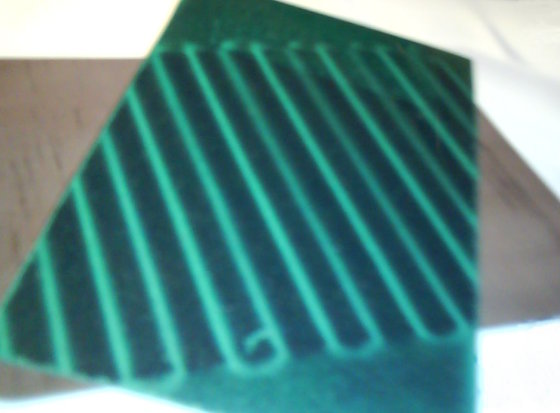
Плёнка показывает магнитные полюса магнита на холодильник. Полюса темнее, края полюсов светлее.

Магнитная плёнка-визуализатор используется, чтобы показать стационарные, или (реже) медленно меняющиеся магнитные поля; она показывает их месторасположение и направление. Представляет собой тонкие, полупрозрачные, гибкие листы, покрытые микроячейками, которые заполнены частичками никеля в масле. Когда силовые линии параллельны поверхности листа, частички никеля поворачиваются отражающей свет стороной и выглядят светлыми. Когда силовые линии перпендикулярны поверхности листа, частички позиционируются ребром и плёнка выглядит значительно темнее. Когда плёнка расположена на полюсе магнита, силовые линии, выходящие из этого полюса проходят через плёнку практически перпендикулярно её поверхности, поэтому в этом месте она тёмная.
Если два кубических магнита размещены рядом друг с другом, полюсами вверх и вниз, и ориентированы так, чтобы притягивать друг друга, их полюса выглядят тёмными, но видно тонкую светлую линию между ними.
Чаще всего магнитная плёнка-визуализатор изготавливается зелёного или голубого цвета.